# Rebala
Koordinaten: 59° 28′ N, 25° 5′ O

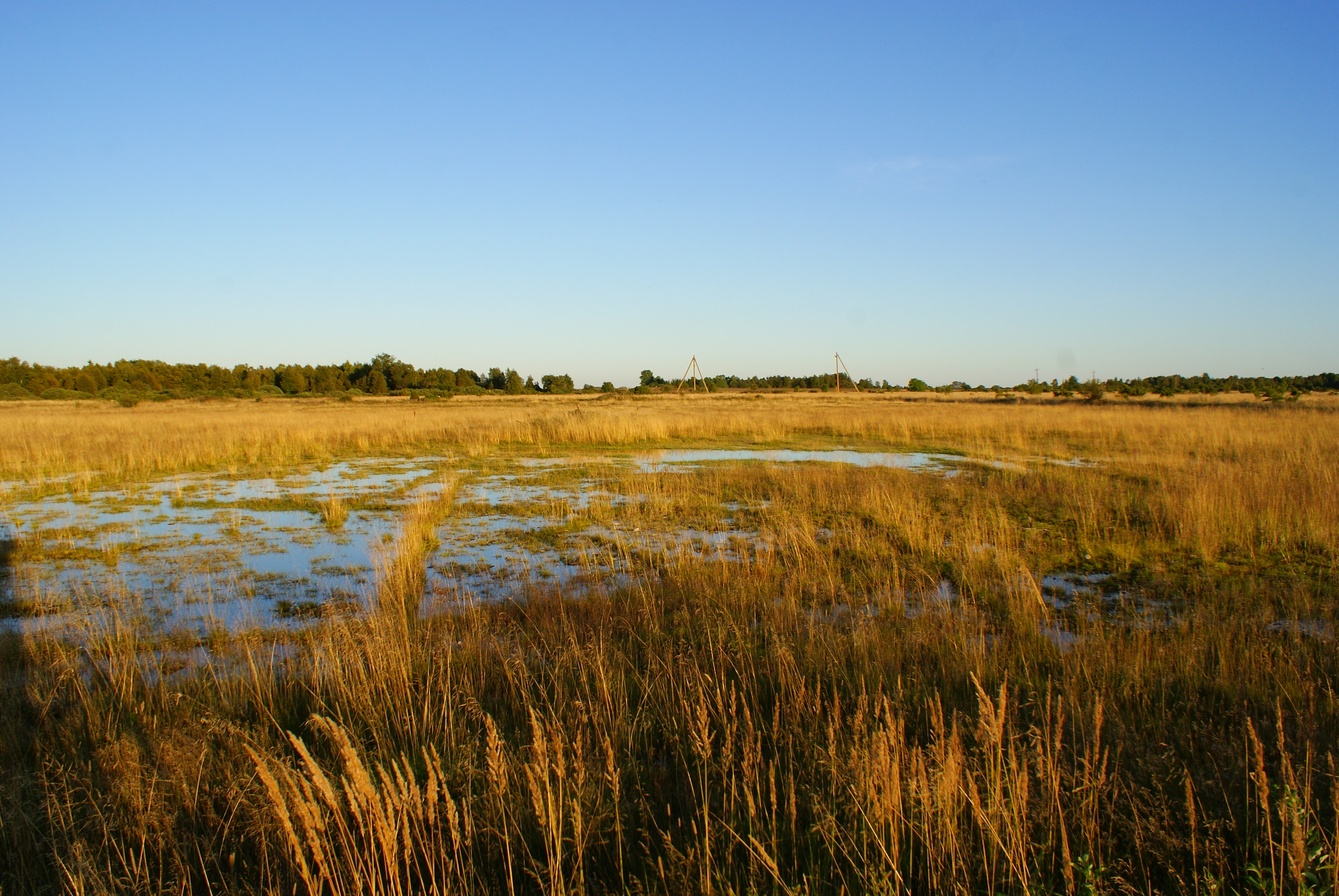
Denkmalschutzgebiet von Rebala

Rebala ist ein Dorf (estnisch küla) in der Landgemeinde Jõelähtme (Jõelähtme vald) im Kreis Harju (Harju maakond).

## Beschreibung und Geschichte
Rebala (deutsch Rebbala) hat 171 Einwohner (Stand 31. Dezember 2011).
Der Ort liegt an der Landstraße zwischen der estnischen Hauptstadt Tallinn und der Stadt Narva, ca. 18 km nordöstlich von Tallinn.
Rebala wurde erstmals 1241 unter dem Namen Reppel im Liber Census Daniæ urkundlich erwähnt.

## Gräberfeld
Das Dorf ist heute vor allem für seine 44 Steingräber bekannt. Sie wurden zwischen 1982 und 1988 ausgegraben. Das Gräberfeld von Rebala umfasst die ältesten Steingräber auf dem Gebiet des heutigen Estland. Sie stammen aus der späten Bronzezeit, dem 8.–7. Jahrhundert vor Christus.
Das 1987 geschaffene Denkmalreservat Rebala (Rebala muinsuskaitseala) enthält auf einer Fläche von etwa 74 Quadratkilometern über 300 archäologische Hinterlassenschaften, vor allem aus der jüngeren Steinzeit, sowie unter Naturschutz stehende Gebiete. Es ist eines der bedeutendsten im Baltikum. Darin befinden sich auch das Karstgebiet von Kostivere, der Jägala-Wasserfall und die mittelalterliche Kapelle von Saha.